# Оре (комуна)
Комуна Оре (швед. Åre kommun) — адміністративно-територіальна одиниця місцевого самоврядування, що розташована в лені Ємтланд у центральній Швеції на кордоні з Норвегією.
Оре 8-а за величиною території комуна Швеції. Адміністративний центр комуни — місто Єрпен.

## Населення
Населення становить 10 332 чоловік (станом на вересень 2012 року). 
| Кількість населення комуни Оре за 1900-2010 роки | Кількість населення комуни Оре за 1900-2010 роки | Кількість населення комуни Оре за 1900-2010 роки | Кількість населення комуни Оре за 1900-2010 роки | Кількість населення комуни Оре за 1900-2010 роки |
| ------------------------------------------------ | ------------------------------------------------ | ------------------------------------------------ | ------------------------------------------------ | ------------------------------------------------ |
| Рік                                              |                                                  |                                                  | Населення                                        |                                                  |
| 1970                                             | 1970                                             |                                                  | 9 582                                            | 9 582                                            |
| 1975                                             | 1975                                             |                                                  | 9 178                                            | 9 178                                            |
| 1980                                             | 1980                                             |                                                  | 9 469                                            | 9 469                                            |
| 1985                                             | 1985                                             |                                                  | 9 659                                            | 9 659                                            |
| 1990                                             | 1990                                             |                                                  | 9 975                                            | 9 975                                            |
| 1995                                             | 1995                                             |                                                  | 10 134                                           | 10 134                                           |
| 2000                                             | 2000                                             |                                                  | 9 745                                            | 9 745                                            |
| 2005                                             | 2005                                             |                                                  | 9 966                                            | 9 966                                            |
| 2010                                             | 2010                                             |                                                  | 10 274                                           | 10 274                                           |
| Джерело: SCB                                     |                                                  |                                                  |                                                  |                                                  |

## Населені пункти
Комуні підпорядковано 6 міських поселень (tätort) та низка сільських, більші з яких:
- Єрпен (Järpen)
- Оре (Åre)
- Мерсіль (Mörsil)
- Дувед (Duved)
- Ундерсокер (Undersåker)
- Геллен (Hallen)

## Міста побратими
Комуна підтримує побратимські контакти з такими муніципалітетами:
- Комуна Мерокер, Норвегія
- Жарнешть, Румунія

## Галерея

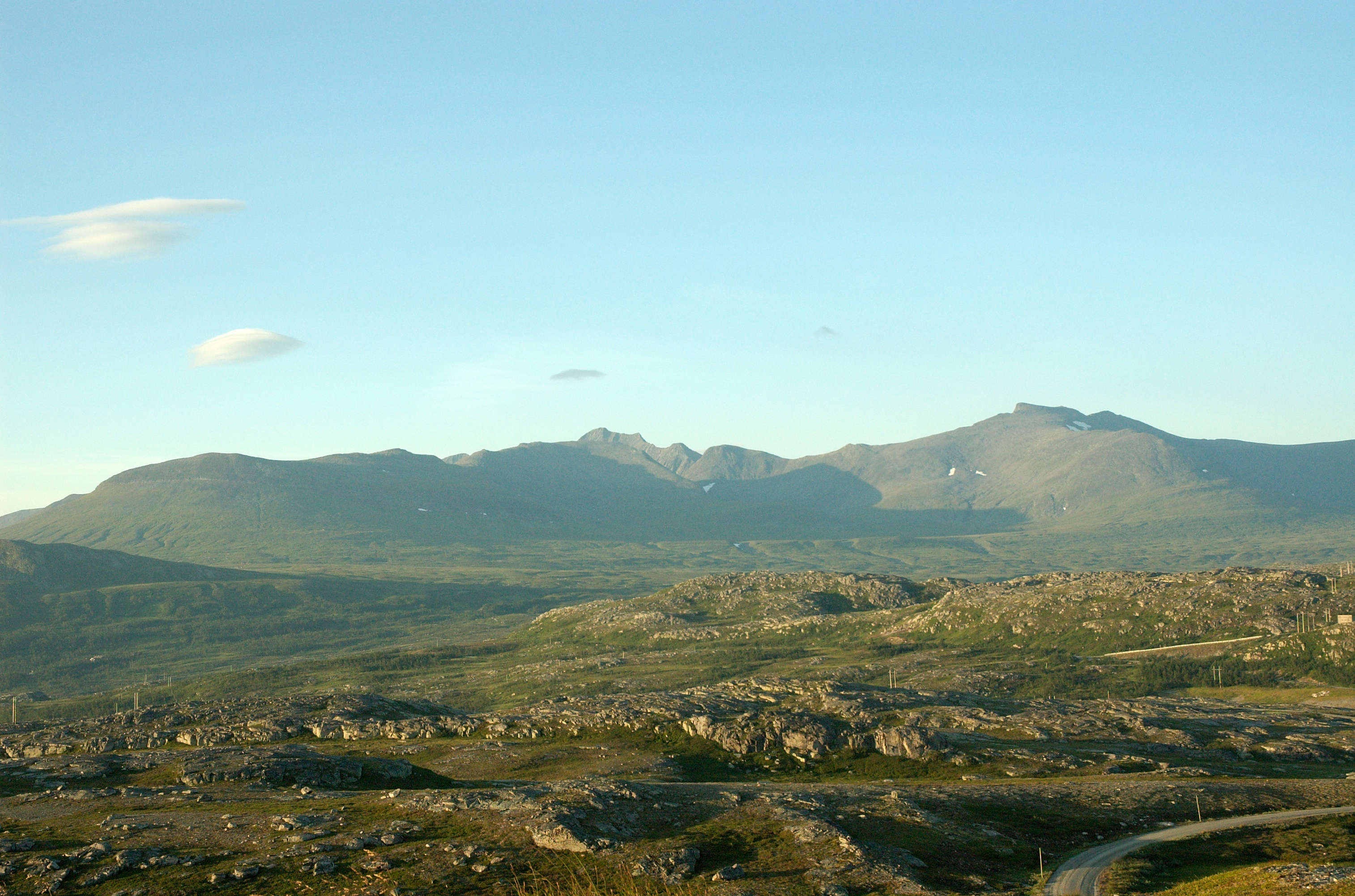
Гора Силян
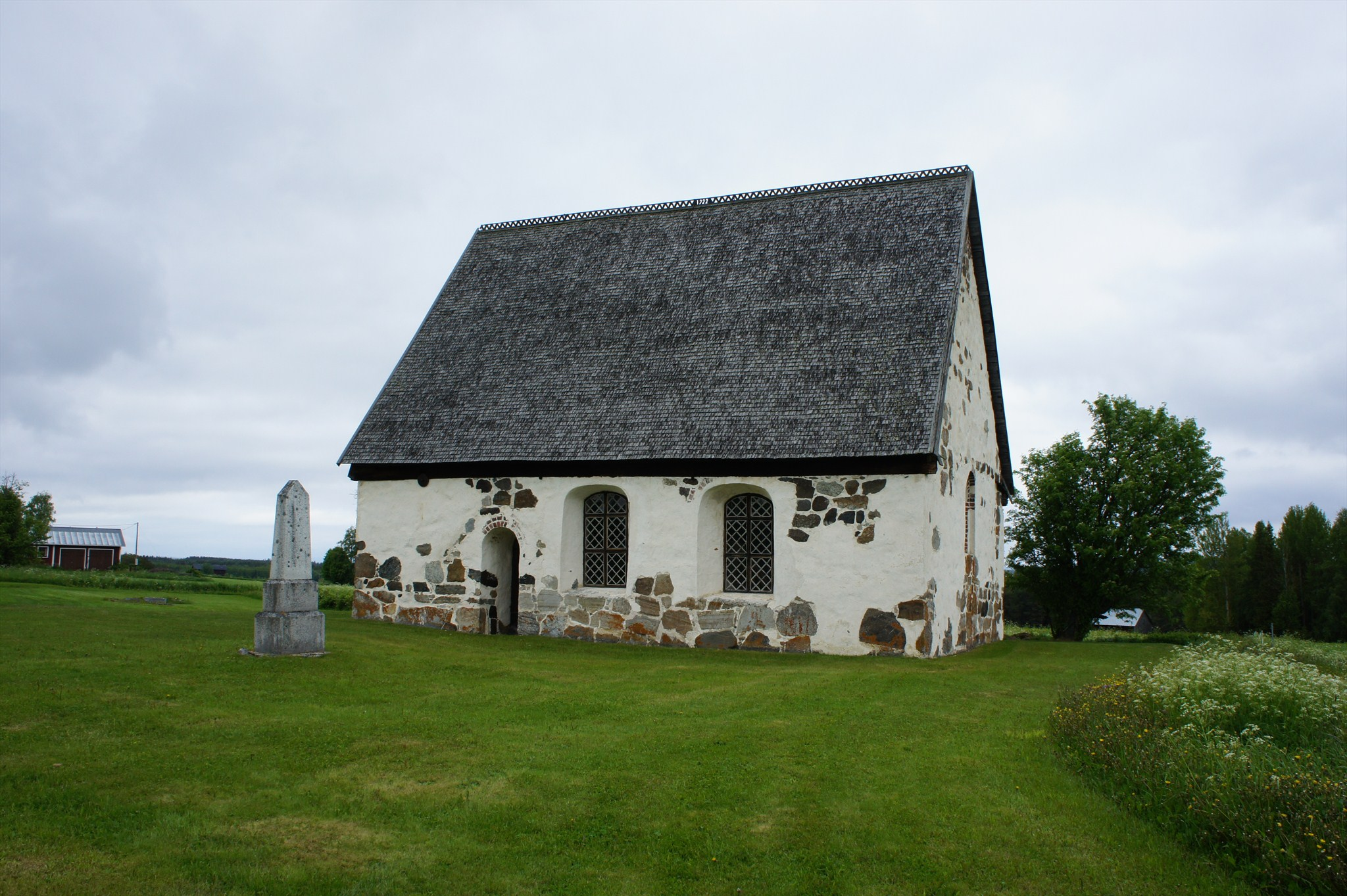
Церква (Марбю)
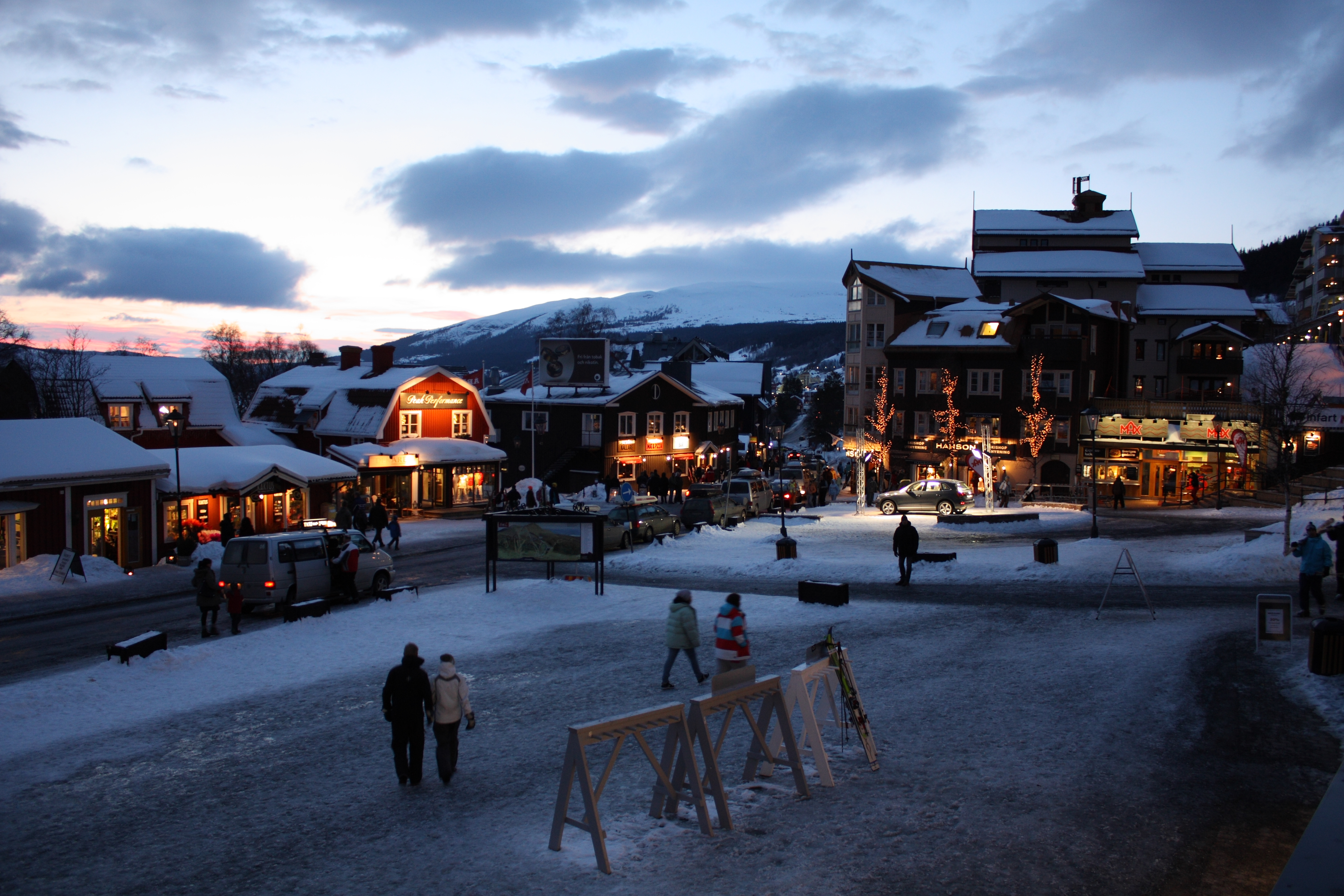
Містечко Оре
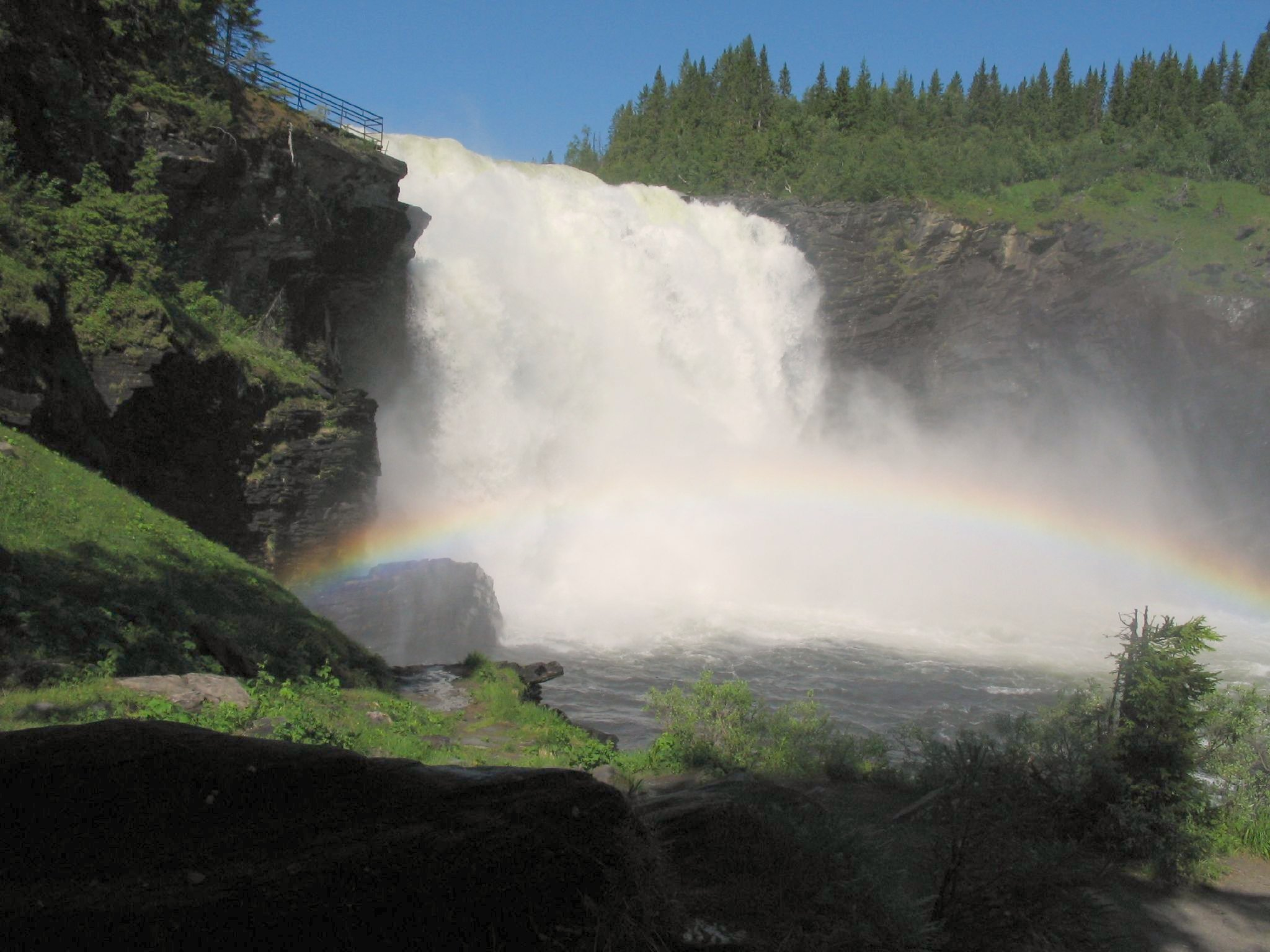
Водоспад Теннфорсен

## Виноски
1. ↑  Folkmangd i riket, lan och kommuner (шв.) . Центральне бюро статистики Швеції. Архів оригіналу за 20 серпня 2013. Процитовано 7 лютого 2013.